# Guðbrandur Þorláksson
Cette page contient des caractères et des mots islandais comme þ ou ð. En cas de problème, consultez l’article islandais ou testez votre navigateur.
Guðbrandur Þorláksson (également Gudbrandur Thorlaksson), né en 1541 ou 1542, mort le 20 juillet 1627, est un mathématicien, cartographe et évêque islandais.

## Biographie

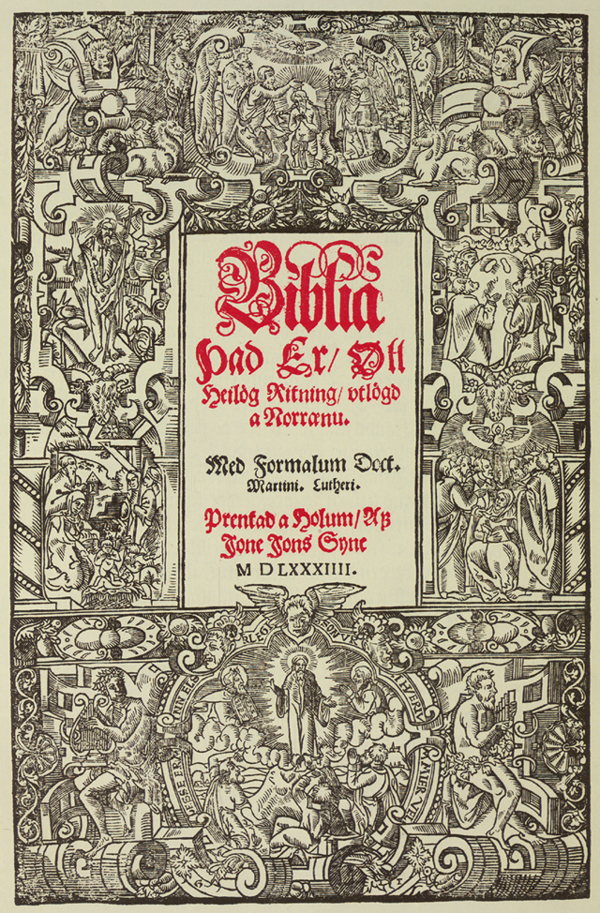
La bible de Guðbrandur, première traduction en islandais de la Bible in 1584.

Il étudie à l'école de la cathédrale de Hólar puis à l'université de Copenhague. Il devient par la suite recteur de l'école de Skálholt puis ministre du culte à la ferme-église de Vesturhóp (is), lieu où les premières lois d'Islande furent écrites. Le barreau islandais y a d'ailleurs installé une plaque commémorative.
Guðbrandur Þorláksson devient évêque de Hólar en 1571, et le reste jusqu'à sa mort le 20 juillet 1627. Pendant son ministère, Guðbrandur écrit et publie au moins 80 ouvrages, dont la Bible de Guðbrandur (en), première Bible en islandais, ainsi que des livres de droit islandais. Il est également connu pour avoir tracé la première carte de l'Islande, laquelle paraît dans le Theatrum orbis terrarum d'Abraham Ortelius en 1590.
On lui connaît au moins un enfant, une fille nommée Steinunn, née en 1571, fille de Guðrún Gísladóttir.

## Postérité

Un de ses plus importants travaux : la carte de l'Islande.

Guðbrandur Þorláksson était représenté sur l'ancien billet de 50 couronnes.